# Tectaria tricuspis
Tectaria tricuspis là một loài thực vật có mạch trong họ Dryopteridaceae. Loài này được (Bedd.) Copel. miêu tả khoa học đầu tiên năm 1917.